# 3581 Alvarez
3581 Alvarez (1985 HC) là một tiểu hành tinh bay qua Sao Hỏa được phát hiện ngày 23 tháng 4 năm 1985 bởi Shoemaker, C. và Shoemaker, E. ở Palomar.